# Golden State Warriors 1979-1980
La stagione 1979-80 dei Golden State Warriors fu la 31ª nella NBA per la franchigia.
I Golden State Warriors arrivarono sesti nella Pacific Division della Western Conference con un record di 24-58, non qualificandosi per i play-off.

## Risultati
| Squadra                | V  | P  | %    | GB |
| ---------------------- | -- | -- | ---- | -- |
| Los Angeles Lakers     | 60 | 22 | 73,2 | -  |
| Seattle SuperSonics    | 56 | 26 | 68,3 | 4  |
| Phoenix Suns           | 55 | 27 | 67,1 | 5  |
| Portland Trail Blazers | 38 | 44 | 46,3 | 22 |
| San Diego Clippers     | 35 | 47 | 42,7 | 25 |
| Golden State Warriors  | 24 | 58 | 29,3 | 36 |

## Roster
| N° | Naz.                   | Ruolo | Sportivo         | Anno | Alt. | Peso \|\| |
| -- | ---------------------- | ----- | ---------------- | ---- | ---- | --------- |
| 00 | Stati Uniti (bandiera) | C     | Robert Parish    | 1953 | 213  | 104       |
| 4  | Stati Uniti (bandiera) | G     | John Lucas       | 1953 | 191  | 79        |
| 5  | Stati Uniti (bandiera) | A     | Tom Abernethy    | 1954 | 201  | 100       |
| 10 | Stati Uniti (bandiera) | G     | Jo Jo White      | 1946 | 191  | 86        |
| 11 | Stati Uniti (bandiera) | G     | Raymond Townsend | 1955 | 191  | 79        |
| 17 | Stati Uniti (bandiera) | G     | Bubba Wilson     | 1955 | 191  | 79        |
| 20 | Stati Uniti (bandiera) | G     | Phil Smith       | 1952 | 193  | 84        |
| 21 | Stati Uniti (bandiera) | GA    | Cheese Johnson   | 1957 | 198  | 88        |
| 22 | Stati Uniti (bandiera) | GA    | Sonny Parker     | 1955 | 198  | 91        |
| 30 | Stati Uniti (bandiera) | AC    | Darnell Hillman  | 1949 | 206  | 98        |
| 41 | Stati Uniti (bandiera) | A     | John Coughran    | 1951 | 201  | 102       |
| 43 | Stati Uniti (bandiera) | AC    | Wayne Cooper     | 1956 | 208  | 100       |
| 44 | Stati Uniti (bandiera) | C     | Clifford Ray     | 1949 | 206  | 104       |
| 45 | Stati Uniti (bandiera) | GA    | Purvis Short     | 1957 | 201  | 95        |

## Staff tecnico
- Allenatori: Al Attles (18-43), Johnny Bach (6-15)
- Vice-allenatore: Johnny Bach
- Preparatore atletico: Dick D'Oliva